# Chalais (Indre)
Chalais ist eine französische Gemeinde mit 151 Einwohnern (Stand: 1. Januar 2022) im Département Indre in der Region Centre-Val de Loire; sie gehört zum Arrondissement Le Blanc und zum Kanton Saint-Gaultier. 

## Geographie
Chalais liegt etwa 49 Kilometer südwestlich von Châteauroux am Anglin. Umgeben wird Chalais von den Nachbargemeinden Bélâbre im Westen und Norden, Ciron im Norden und Nordosten, Oulches im Nordosten, Prissac im Osten sowie Lignac im Süden.

## Bevölkerungsentwicklung
| Jahr                       | 1962 | 1968 | 1975 | 1982 | 1990 | 1999 | 2006 | 2013 | 2020 |
| Einwohner                  | 352  | 325  | 257  | 198  | 186  | 165  | 164  | 159  | 153  |
| Quellen: Cassini und INSEE |      |      |      |      |      |      |      |      |      |

## Sehenswürdigkeiten
- Dolmen
- Kirche Saint-Léobon
- Schloss La Gâtevine aus dem 15. Jahrhundert, Monument historique

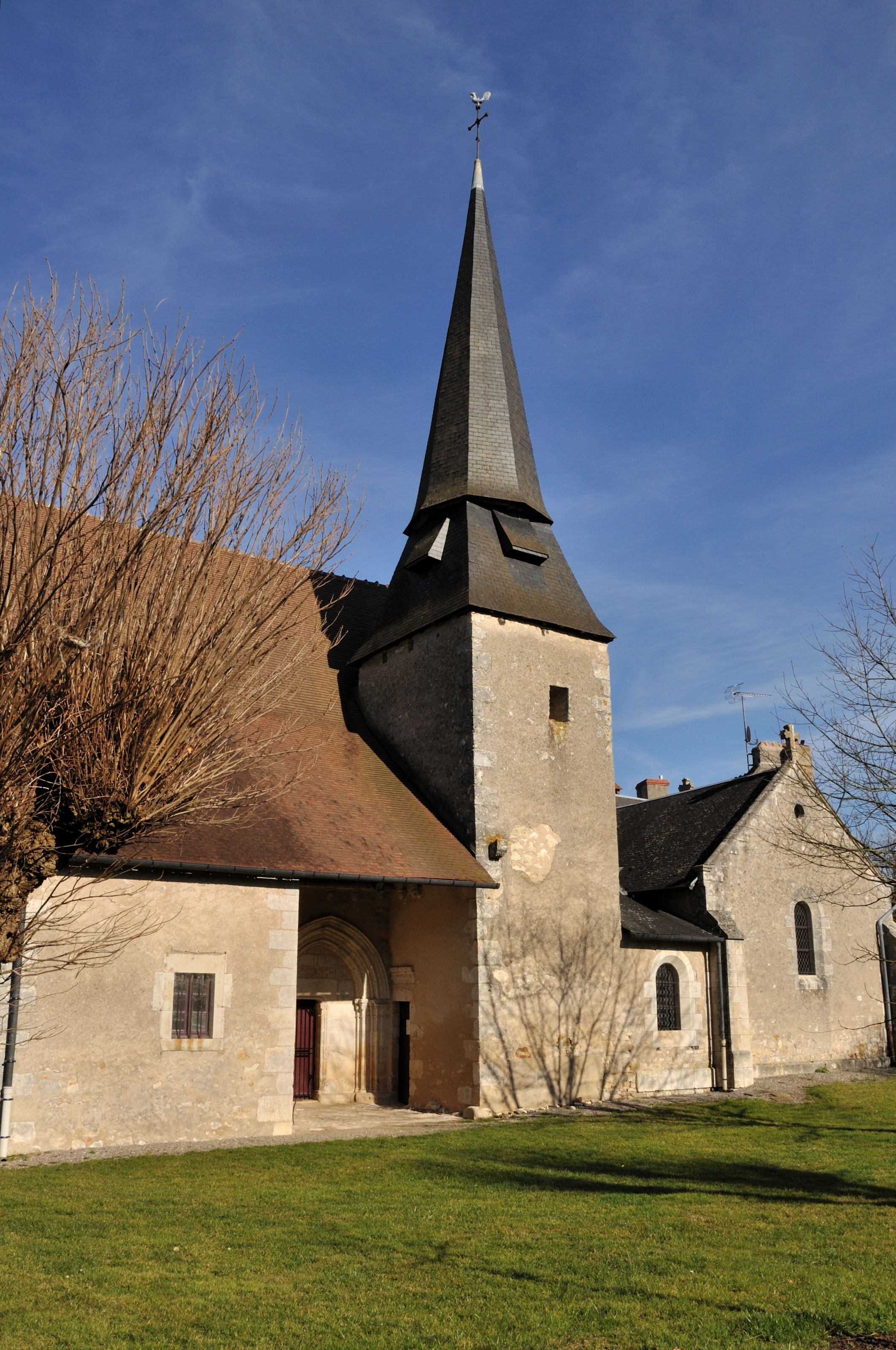
Kirche Saint-Léobon
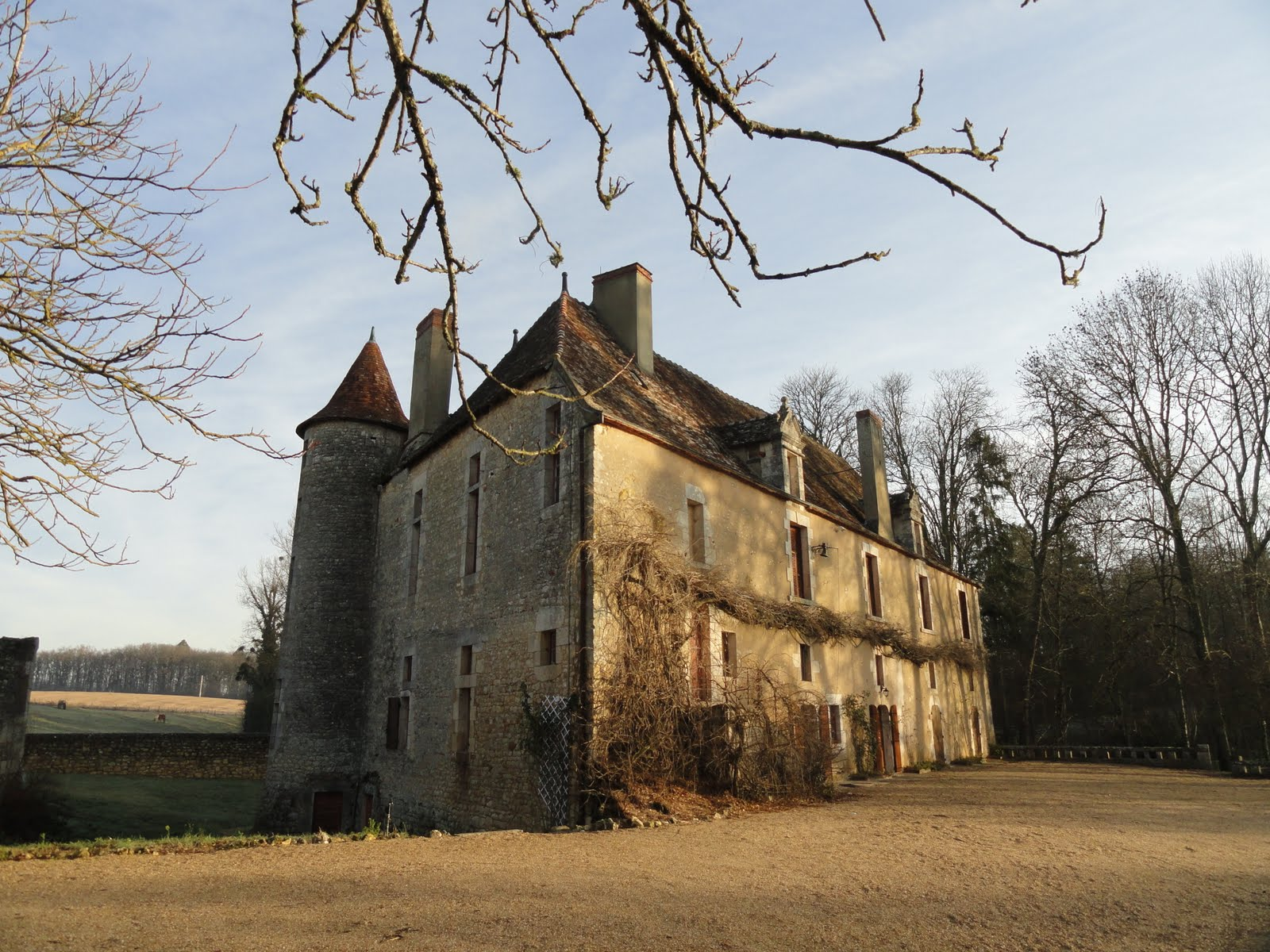
Schloss La Gâtevine
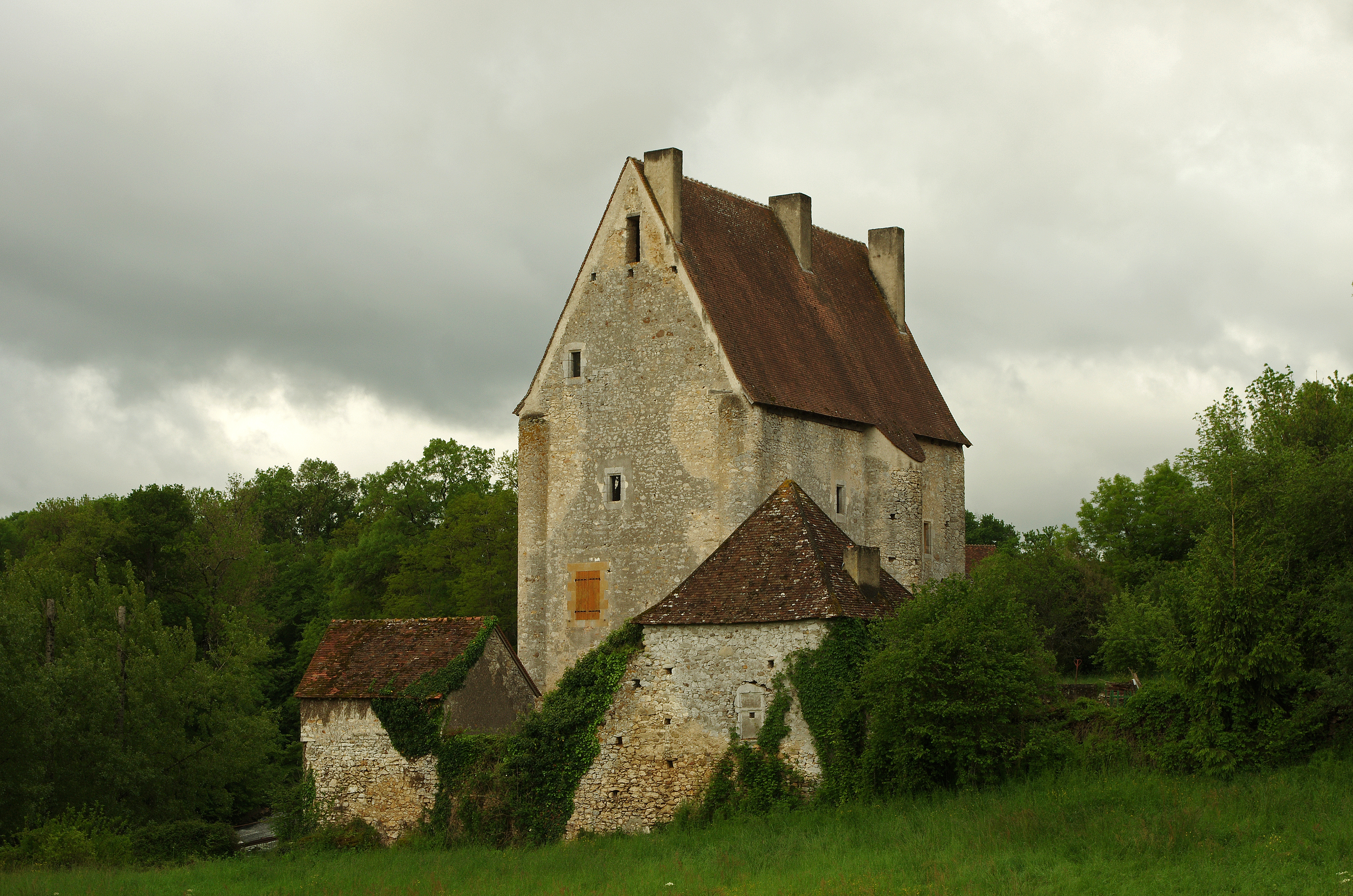
Herrenhaus Rocheblond